# Réserve spéciale de Manongarivo
La réserve spéciale de Manongarivo est une réserve naturelle dans la région Diana au nord de Madagascar.

## Géographie
La réserve à une surface de 32 735 ha et se trouve à 35 km de vol d'oiseau d'Ambanja. À 15 km sur la route nationale 6 se trouve aussi la cascade de Mahamanina, une chute d’eau de 60m entourée d’une végétation luxuriante. Deux autres cascades de la rivière Mirahavavy se situent à 14 km sur la route de Sambirano. 

## Espèces
Parmi les espèces présent dans le parc figurent:

### Faune
- Eulemur macaco
- Microcebus sambiranensis
- Philepitta castanea
- Ploceus sakalava

### Flore
- Bazzania descrescens
- Diplasiolejeunea cobrensis
- Drepanolejeunea geisslerae
- Microlejeunae fissistipula
- Lopholejeunea leioptera
- Plagiochila fracta
- Scistochila piligera
- Leucobryum parvulum
- Leucobryum sactae-mariae
- Ochrobryum sakalavu
- Syrrhopodon cuneifolius

## Access
- Vers l’entrée est de la réserve par Ambanja - Antanambao - Ambahatra (praticable seulement de juin à décembre).
- Vers l’entrée ouest de la réserve par Ambanja -  Ankaramihely – Beraty, l'entrée se situe à 62 km de Beraty.